# Битка код Антиохије (218)
Битка код Антиохије се одиграла 8. јуна 218. између трупа римског цара Макрина на једној, и римских трупа које су се придружиле новопроглашеном цару Елагабалу на другој страни.

## Битка
Пред саму битку је Макрин, непопуларан због пораза у рату са Парћанима, био озбиљно ослабљен масовним прелажењем својих трупа на Елагабалову страну. У њој је доживио пораз те се покушао склонити, али је ухваћен и погубљен. Елагабал је после тога дошао у Рим и преузео круну, чиме је обновљена династија Севера.